# لنا (کارولینای جنوبی)
لنا (به انگلیسی: Lena) یک منطقهٔ مسکونی در ایالات متحده آمریکا است که در شهرستان همپتون، کارولینای جنوبی واقع شده‌است. لنا ۳۲٫۹۲ متر بالاتر از سطح دریا واقع شده‌است.